# Bernard Arnault
Bernard Jean Étienne Arnault (Roubaix, 5 de março de 1949) é um empresário francês, atual presidente e diretor executivo da LVMH, a maior empresa de artigos de luxo do mundo.

## Biografia

### Juventude, estudos e formações acadêmicas
Arnault nasceu no seio de uma família de pequenos industriais. Na infância foi criado pela avó, que era a principal acionista das empresas da família.
Dividiu os estudos secundários entre a sua terra natal (Roubaix) e Lille, e ingressou posteriormente na Escola Politécnica.

### Início na carreira e o crescimento
Ao encerrar os estudos, ingressou na função pública em Paris e optou pela carreira como engenheiro iniciando-a na empresa Ferret-Savinel. Teve uma ascensão notória na empresa, que começou com a promoção a diretor de construção aos 25 anos. Três anos depois tornou-se diretor-geral da empresa e em 1978, aos 29 anos, chegou à presidência dela.

### Fora do país
Em 1981, com a eleição de François Mitterrand na presidência da França, resolveu ir viver nos Estados Unidos, onde não teve muita sorte nos negócios.

### Como um empresário
Começou a tratar do regresso a França e a reentrada no mundo dos negócios foi feita através da Boussac Saint-Frères, empresa do norte do país que operava na área dos têxteis e que detinha também a posse da conhecida Dior. Assim, em 1984 fez a sua primeira grande aquisição de empresas.
Naquele ano, assumiu a presidência da direção-geral das empresas Financière Agache S.A. e Dior. Tratou de reorganizar o grupo Financière Agache apostando numa estratégia de desenvolvimento assentado nas marcas de prestígio. Nesse sentido, a Christian Dior foi a marca escolhida para dar visão a esta estratégia. Lançou, então, uma marca própria de alta-costura com a ajuda do estilista Christian Lacroix.

#### Diversificação do ramo de atividades
Nos anos seguintes, adquiriu também os champanhes Moët e Krug e a casa Hennessy, de conhaques.
Em julho de 2008 a revista Forbes colocou-o como o maior acionista do Carrefour.

### Na liderança empresarial
Em 1989 tornou-se o principal acionista do grupo LVMH (Louis Vuitton Moët Hennessy). Como seu presidente, criou o primeiro grupo mundial do setor do luxo.
Posteriormente, o empresário tornou-se também o presidente do conselho de administração do Grupo Arnault S.A. e da Companhia Financeira do Norte e através das suas holdings familiares fez diversos investimentos internacionais.

## Patrimônio pessoal
Em 2019 a revista Forbes classificou-o como a quarta pessoa mais rica do mundo, com US$100,4 bilhões.
Em maio de 2021 se tornou a pessoa mais rica do mundo, com um patrimônio estimado em US$ 186,3 bilhões, ultrapassando Jeff Bezos e Elon Musk.
Em janeiro de 2024 Arnault ultrapassa Musk e se torna a pessoa mais rica do mundo. As ações da empresa subiram 13%, resultando um patrimônio líquido de US$ 207,8 bilhões.